# Theodore Boronovskis
Theodore Boronovskis (conocido como Ted Boronovskis; 27 de julio de 1943) es un deportista australiano que compitió en judo.
Participó en los Juegos Olímpicos de Tokio 1964, obteniendo una medalla de bronce en la categoría abierta. Ganó una medalla de plata en el Campeonato de Oceanía de Judo de 1965.

## Palmarés internacional
| Juegos Olímpicos      | Juegos Olímpicos         | Juegos Olímpicos  | Juegos Olímpicos |
| Año                   | Lugar                    | Medalla           | Categoría        |
| --------------------- | ------------------------ | ----------------- | ---------------- |
| 1964                  | Tokio (Japón)            | Medalla de bronce | Abierta          |
| Campeonato de Oceanía |                          |                   |                  |
| Año                   | Lugar                    | Medalla           | Categoría        |
| 1965                  | Auckland (Nueva Zelanda) | Medalla de plata  | Peso pesado      |